# Úrsula González
Úrsula Sarahí González Garate (Ciudad Victoria, el 22 de noviembre de 1991) es una esgrimista mexicana. Ganó la medalla de plata como parte del equipo mexicano de sable femenil en los Juegos Panamericanos de 2011, celebrados en Guadalajara, México.
Representó a México en los Juegos Olímpicos de Londres 2012 en el evento de sable individual femenino. No obstante, perdió en la ronda preliminar ante la surcoreana Kim Ji-Yeon. También participó en Río de Janeiro 2016. En el evento individual llegó hasta la ronda de 32, donde perdió ante la ucraniana Olha Jarlán.